# Zlatna generacija
Zlatna generacija ili zlatna momčad je pojam u športu koja se veže za izuzetno nadarenu grupu igrača sličnog godišta čije se dostignuće ostvarilo ili se očekuje da će doseći razinu uspjeha izvan onoga što je njihova momčad ranije postigla. Ispod ovog teksta je popis športskih momčadi koje su razni mediji nazivali zlatnim generacijama, a većina ih je igrala u 21. stoljeću.